# Интерклубе Луанда
Групо Дешпортиво Интерклубе (на португалски: Grupo Desportivo Interclube, изговаря се Групу Дешпортиву Интерклуби) е анголски футболен клуб, създаден през 1953 г. в столицата на Ангола - Луанда. Първия си трофей печели през 1986 - Купа на Ангола. Първата шампионска титла е спечелена през 2007.
Двама играчи от Интерклубе играха за националния отбор на Ангола на Световното първенство през 2006 г. – Милой и Марио.
Старши треньор на отбора е португалеца Аугусто Инасио, а президент е Алвеш Симоеш.

## Успехи
- Шампион на Ангола (2) – 2007 - 2010
- Купа на Ангола (3) – 1986, 2003 - 2011
- Суперкупа на Ангола (3) – 2001, 2008- 2012

## Стадион
Интер играе домакинските си мачове на стадион Ещадио дос Кокейрош с максимален капацитет 12 000 зрители. Стадионът е построен през 2004.